# Чемпіонат світу з футболу 1970 (плей-оф)
Плей-оф чемпіонату світу з футболу 1970 — другий і останній етап світової футбольної першості 1970 року, за результатами якого визначався чемпіон світу. Учасниками плей-оф були вісім команд, визначених на груповій стадії. Змагання проходили за олімпійською системою у період з 14 по 21 червня 1970 року, починаючи з чвертьфіналів. Переможець у кожній парі визначався за результатами однієї гри.
У випадку нічиєї в основний час гри передбачалися 30 хвилин додаткового часу. Якщо б і він не визначив переможця, у випадку фінальної гри було б призначено перегравання, а на решті етапів плей-оф переможця б визначив жереб. Утім на практиці в усіх трьох іграх стадії плей-оф, де основний час гри завершився у нічию, переможця було визначено у додатковий час (включаючи півфінал Італія — ФРН, де у додаткові півгодини було забито відразу п'ять м'ячів).
Плей-оф завершився фінальною грою на стадіоні Ацтека в Мехіко, в якій збірна Бразилії впевнено з рахунком 4:1 здолала збірну Італії, ставши першим в історії світового футболу триразовим чемпіоном світу.

## Учасники
Учасниками плей-оф стали команди, що посіли перші і другі місця у своїх групах на першому етапі фінальної частини чемпіонату.
| Група | Переможці | Другі місця |
| ----- | --------- | ----------- |
| 1     | СРСР      | Мексика     |
| 2     | Італія    | Уругвай     |
| 3     | Бразилія  | Англія      |
| 4     | ФРН       | Перу        |

## Турнірна піраміда
|  | Чвертьфінали            | Чвертьфінали       |                         |     | Півфінали   | Півфінали   |  |  | Фінал              | Фінал |
|  |                         |                    |                         |     |             |             |  |  |                    |       |
|  | 14 червня – Мехіко      |                    |                         |     |             |             |  |  |                    |       |
|  |                         |                    |                         |     |             |             |  |  |                    |       |
|  | СРСР                    | 0                  |                         |     |             |             |  |  |                    |       |
|  | СРСР                    | 0                  | 17 червня – Гвадалахара |     |             |             |  |  |                    |       |
|  | Уругвай дч              | 1                  |                         |     |             |             |  |  |                    |       |
|  | Уругвай дч              | 1                  | Уругвай                 | 1   |             |             |  |  |                    |       |
|  | 14 червня – Гвадалахара |                    | Уругвай                 | 1   |             |             |  |  |                    |       |
|  |                         | Бразилія           | 3                       |     |             |             |  |  |                    |       |
|  | Бразилія                | Бразилія           | 3                       | 4   |             |             |  |  |                    |       |
|  | Бразилія                |                    | 21 червня – Мехіко      | 4   |             |             |  |  |                    |       |
|  | Перу                    | 2                  |                         |     |             |             |  |  |                    |       |
|  | Перу                    | 2                  | Бразилія                | 4   |             |             |  |  |                    |       |
|  | 14 червня – Толука      |                    | Бразилія                | 4   |             |             |  |  |                    |       |
|  |                         | Італія             | 1                       |     |             |             |  |  |                    |       |
|  | Італія                  | Італія             | 1                       | 4   |             |             |  |  |                    |       |
|  | Італія                  | 17 червня – Мехіко |                         | 4   |             |             |  |  |                    |       |
|  | Мексика                 | 1                  |                         |     |             |             |  |  |                    |       |
|  | Мексика                 | 1                  | Італія дч               | 4   | Третє місце | Третє місце |  |  |                    |       |
|  | 14 червня – Леон        |                    | Італія дч               | 4   | Третє місце | Третє місце |  |  |                    |       |
|  |                         | ФРН                | 3                       |     |             |             |  |  |                    |       |
|  | ФРН дч                  | ФРН                | 3                       | 3   | Уругвай     | 0           |  |  |                    |       |
|  | ФРН дч                  |                    |                         | 3   | Уругвай     | 0           |  |  |                    |       |
|  | Англія                  | 2                  |                         | ФРН | 1           |             |  |  |                    |       |
|  | Англія                  | 2                  |                         |     | 1           |             |  |  |                    |       |
|  |                         |                    |                         |     |             |             |  |  | 20 червня – Мехіко |       |
|  |                         |                    |                         |     |             |             |  |  |                    |       |

## Чвертьфінали
Час матчів наведений за місцевим часом (UTC−6)

### СРСР — Уругвай
Гра, основний час якої завершився нульовою нічиєю, мала небагато гольових моментів, натомість відзначалася численними зупинками, через понад 70 порушень правил з боку гравців обох команд. По три футболісти у складі кожної з них отримали попередження.
Вирішальний епізод матчу відбувся за три хвилини до завершення його додаткового часу — капітан радянської команди Альберт Шестерньов супроводжував м'яч, що виходив за лицьову лінію біля воріт його команди від уругвайців, закриваючи його корпусом, утім на самісенькій лінії поля нападнику південноамериканців Альберто Гомесу вдалося заволодіти м'ячем і навісити його у карний майданчик, де Віктор Еспарраго, інший уругвайський нападник, що як і Гомес вийшов на поле вже по ходу додаткового часу, вразив ворота ударом головою. Арбітр матчу зафіксував взяття воріт попри активні протести радянських футболістів, які намагалися довести, що Гомес заволодів м'ячем вже за межами поля. Після матчу збірна СРСР подала офіційний протест щодо цього епізоду, який згодом було також відхилено.
| 14 червня 1970 12:00 |

| СРСР | 0–1      | Уругвай        |
| ---- | -------- | -------------- |
|      | Протокол | Еспарраго 117' |

| Ацтека, Мехіко Глядачів: 26,085 Арбітр: Лауренс ван Равенс (Нідерланди) |

| СРСР | Уругвай |

|                  |    |                        |     |     |
|                  |    |                        |     |     |
| ВР               | 2  | Анзор Кавазашвілі      |     |     |
| ЗХ               | 3  | Валентин Афонін        |     |     |
| ЗХ               | 4  | Реваз Дзодзуашвілі     |     |     |
| ЗХ               | 5  | Володимир Капличний    | 75' |     |
| ЗХ               | 8  | Муртаз Хурцилава       |     | 86' |
| ЗХ               | 9  | Альберт Шестерньов (к) |     |     |
| ПЗ               | 11 | Кахі Асатіані          | 32' | 71' |
| ПЗ               | 14 | Володимир Мунтян       |     |     |
| НП               | 16 | Анатолій Бишовець      | ЖК  |     |
| НП               | 17 | Геннадій Єврюжихін     |     |     |
| НП               | 21 | Віталій Хмельницький   |     |     |
| Заміни:          |    |                        |     |     |
| ЗХ               | 7  | Геннадій Логофет       |     | 86' |
| ПЗ               | 12 | Микола Кисельов        |     | 71' |
| Головний тренер: |    |                        |     |     |
| Гаврило Качалін  |    |                        |     |     |

|                  |    |                         |     |      |
|                  |    |                         |     |      |
| ВР               | 1  | Ладислао Мазуркевич     |     |      |
| ЗХ               | 4  | Луїс Убінья (к)         | 59' |      |
| ЗХ               | 2  | Атіліо Анчета           |     |      |
| ЗХ               | 3  | Роберто Матосас         | 9'  |      |
| ЗХ               | 6  | Хуан Мухіка             |     |      |
| НП               | 10 | Ільдо Манейро           |     |      |
| НП               | 20 | Хуліо Сесар Кортес      |     |      |
| ПЗ               | 5  | Хуліо Монтеро Кастільйо | 17' |      |
| ПЗ               | 7  | Луїс Кубілья            |     |      |
| НП               | 15 | Дагоберто Фонтес        |     | 103' |
| НП               | 11 | Хуліо Моралес           |     | 96'  |
| Заміни:          |    |                         |     |      |
| НП               | 9  | Віктор Еспарраго        |     | 103' |
| НП               | 18 | Альберто Гомес          |     | 96'  |
| Головний тренер: |    |                         |     |      |
| Хуан Гогберг     |    |                         |     |      |

| Асистенти арбітра: Боббі Девідсон (Шотландія) Руді Глекнер (НДР) |

### Італія — Мексика
У дебюті гри рахунок відкрили мексиканці, коли Хав'єр Фрагосо вийшов на ворота збірної Італії і відкатив праворуч під удар Хосе Гонсалесу. Утім ще до завершення перших 30 хвилин матчу рахунок було зрівняно — простріл від Анджело Доменгіні у власні ворота зрізав мексиканський захисник Хав'єр Гусман. 
На другу половину гри Ферруччо Валькареджі випустив головну зірку тогочасного італійського футболу Джанні Ріверу, який дебютував на турнірі лише в останній грі групового етапу через проблеми з дисципліною. Поява Рівери суттєво пожвавила гру апеннінців у нападі, зокрема додавши гостроти діям їх головного бомбардира Луїджі Ріви, який на 63-ій хвилині врешті-решт вивів Італію уперед. Згодом голом відзначився сам Рівера, а остаточний рахунок матчу встановив другий гол від Ріви на 76-ій.
| 14 червня 1970 12:00 |

| Італія                                   | 4–1      | Мексика      |
| ---------------------------------------- | -------- | ------------ |
| Гусман 25' (аг) Ріва 63', 76' Рівера 70' | Протокол | Гонсалес 13' |

| Естадіо Луїс Досаль, Толука-де-Лердо Глядачів: 26,851 Арбітр: Рудольф Шойрер (Швейцарія) |

| Італія | Мексика |

|                      |    |                       |    |     |
|                      |    |                       |    |     |
| ВР                   | 1  | Енріко Альбертозі     |    |     |
| ЗХ                   | 2  | Тарчізіо Бурньїч      |    |     |
| ЗХ                   | 5  | П'єрлуїджі Чера       |    |     |
| ЗХ                   | 8  | Роберто Розато        |    |     |
| ЗХ                   | 3  | Джачінто Факкетті (к) |    |     |
| ПЗ                   | 10 | Маріо Бертіні         |    |     |
| ПЗ                   | 15 | Сандро Маццола        |    | 46' |
| ПЗ                   | 16 | Джанкарло Де Сісті    |    |     |
| НП                   | 13 | Анджело Доменгіні     |    | 84' |
| НП                   | 20 | Роберто Бонінсенья    |    |     |
| НП                   | 11 | Луїджі Ріва           |    |     |
| Заміни:              |    |                       |    |     |
| ПЗ                   | 14 | Джанні Рівера         | ЖК | 46' |
| НП                   | 19 | Серджо Горі           |    | 84' |
| Головний тренер:     |    |                       |    |     |
| Ферруччо Валькареджі |    |                       |    |     |

|                  |    |                    |  |     |
|                  |    |                    |  |     |
| ВР               | 1  | Ігнасіо Кальдерон  |  |     |
| ЗХ               | 13 | Хосе Вантольра     |  |     |
| ЗХ               | 3  | Густаво Пенья (к)  |  |     |
| ЗХ               | 14 | Хав'єр Гусман      |  |     |
| ЗХ               | 5  | Маріо Перес        |  |     |
| ПЗ               | 17 | Хосе Луїс Гонсалес |  | 68' |
| ПЗ               | 15 | Ектор Пулідо       |  |     |
| ПЗ               | 8  | Антоніо Мунгія     |  | 60' |
| ПЗ               | 19 | Хав'єр Вальдівія   |  |     |
| НП               | 21 | Хав'єр Фрагосо     |  |     |
| НП               | 11 | Аарон Паділья      |  |     |
| Заміни:          |    |                    |  |     |
| ПЗ               | 16 | Ісідро Діас Мехіа  |  | 60' |
| НП               | 9  | Енріке Борха       |  | 68' |
| Головний тренер: |    |                    |  |     |
| Рауль Карденас   |    |                    |  |     |

| Асистенти арбітра: Кіт Данстен (Бермудські острови) Генрі Ландауер (США) |

### Бразилія — Перу
Від самого початку матчу напад збірної Бразилії почав тиснути на захист перуанців. Спочатку удар Пеле влучив у стійку воріт, а згодом вже на 11-ій хвилині мети досяг Рівеліно: скориставшись передачею від Тостао після помилки захисника суперників. А за декілька хвилин перевагу подвоїв уже сам Тостао, обігравшись з Рівеліно після розіграшу кутового і вразивши ближній кут воріт. На 28-ій хвилині матчу перуанці відквітали один м'яч зусиллями атлетичного Альберто Гальярдо, який прорвався лівим флангом і переграв бразильського голкіпера Фелікса.
У другому таймі гри напад продовжував переважати захист, і глядачі побачили ще три голи. Спочатку Тостао забив свій другий гол у грі, вдало зігравши на підбиранні. Згодом на 70-ій хвилині успіх перуанцям приніс дальній удар Теофіло Кубільяса, зробивши їх відставання у рахунку знову мінімальним. Проте вже за п'ять хвилин питання про переможця матчу за великим рахунком зняв Жаїрзіньйо, реалізувавши вихід на воротаря збірної Перу Луїса Рубіньйоса.
| 14 червня 1970 12:00 |

| Бразилія                                    | 4–2      | Перу                      |
| ------------------------------------------- | -------- | ------------------------- |
| Рівеліно 11' Тостао 15', 52' Жаїрзіньйо 75' | Протокол | Гальярдо 28' Кубільяс 70' |

| Халіско, Гвадалахара Глядачів: 54,233 Арбітр: Віталь Лоро (Бельгія) |

| Бразилія | Перу |

|                  |    |                     |  |     |
|                  |    |                     |  |     |
| ВР               | 1  | Фелікс              |  |     |
| ЗХ               | 4  | Карлос Альберто (к) |  |     |
| ЗХ               | 3  | Піацца              |  |     |
| ЗХ               | 2  | Бріто               |  |     |
| ЗХ               | 6  | Марко Антоніо       |  |     |
| ПЗ               | 5  | Клодоалдо           |  |     |
| ПЗ               | 8  | Жерсон              |  | 67' |
| ПЗ               | 7  | Жаїрзіньйо          |  | 80' |
| НП               | 9  | Тостао              |  |     |
| НП               | 10 | Пеле                |  |     |
| НП               | 11 | Рівеліно            |  |     |
| Заміни:          |    |                     |  |     |
| НП               | 13 | Роберто             |  | 80' |
| ПЗ               | 18 | Кажу                |  | 67' |
| Головний тренер: |    |                     |  |     |
| Маріо Загалло    |    |                     |  |     |

|                  |    |                    |  |     |
|                  |    |                    |  |     |
| ВР               | 1  | Луїс Рубіньйос     |  |     |
| ЗХ               | 2  | Елой Кампос        |  |     |
| ЗХ               | 14 | Хосе Фернандес     |  |     |
| ЗХ               | 4  | Ектор Чумпітас (к) |  |     |
| ЗХ               | 5  | Ніколас Фуентес    |  |     |
| ПЗ               | 6  | Рамон Міффлін      |  |     |
| ПЗ               | 7  | Роберто Чальє      |  |     |
| НП               | 8  | Хуліо Байлон       |  | 54' |
| НП               | 9  | Педро Пабло Леон   |  | 61' |
| НП               | 10 | Теофіло Кубільяс   |  |     |
| НП               | 11 | Альберто Гальярдо  |  |     |
| Заміни:          |    |                    |  |     |
| ЗХ               | 19 | Еладіо Реєс        |  | 61' |
| НП               | 20 | Уго Сотіль         |  | 54' |
| Головний тренер: |    |                    |  |     |
| Діді             |    |                    |  |     |

| Асистенти арбітра: Фердинанд Маршалл (Австрія) Дьюла Емсбергер (Угорщина) |

### ФРН — Англія
Перший тайм матчу пройшов за переваги діючих чемпіонів світу англійців, яку їм вдалося конвертувати в один забитий гол. Алан Маллері обігрався з Лі у центрі поля, віддав праворуч на Ньютона і побіг до карного майданчика суперників, де замкнув передачу у відповідь. На самому початку другого тайму Ньютон відзначився другою гольовою передачею з флангу, коли його навіс на дальню штангу реалізував Мартін Пітерс.
Постапаючись у рахунку у два голи, західнонімецькі футболісти нарешті активізувалися, чому посприяв вихід на поле свіжого Юргена Грабовскі. Скоротити відставання у рахунку їм вдалося на 68-ій хвилині зусиллями Франца Бекенбауера, який обіграв Алана Маллері на вході до карного майданчика, змістився правіше і завдав удару, який застав зненацька Пітера Бонетті, який захищав ворота англійців замість Гордона Бенкса, їх основного голкіпера, що пропускав гру через харчове отруєння. Зрівняти рахунок і перевести гру в овертайм гравцям ФРН вдалося на початку заключної десятихвилинки основного часу — Уве Зеелер відгукнувся на навіс з глибини поля, дотягнувся до м'яча у стрибку потилицею і, намагаючись виконати скидку у центр воротарського майданчика, вразив ворота, перекинувши англійського воротаря. Зрівнявши рахунок, німецькі гравці продовжили діяти гостріше і зуміли вирвати перемогу. На 18-ій хвилині додаткового часу Грабовскі обіграв опонента на правому фланзі нападу, навісив на дальню штангу, звідки пройшла скидка від Ганнеса Лера у центр воротарського майданчика, і Мюллер упритул розстріляв ворота Бонетті. У час, що залишався, діючі чемпіони світу влаштували штурм західнонімецьких воріт, утім врятувати гру не змогли.
| 14 червня 1970 12:00 |

| ФРН                                   | 3–2      | Англія                 |
| ------------------------------------- | -------- | ---------------------- |
| Бекенбауер 68' Зеелер 82' Мюллер 108' | Протокол | Маллері 31' Пітерс 49' |

| Естадіо Ноу Камп, Леон Глядачів: 23,357 Арбітр: Анхель Норберто Коересса (Аргентина) |

| ФРН | Англія |

|                  |    |                       |     |     |
|                  |    |                       |     |     |
| ВР               | 1  | Зепп Маєр             |     |     |
| ЗХ               | 7  | Берті Фогтс           |     |     |
| ЗХ               | 11 | Клаус Фіхтель         |     |     |
| ЗХ               | 3  | Карл-Гайнц Шнеллінгер |     |     |
| ЗХ               | 2  | Горст-Дітер Геттгес   |     | 46' |
| ПЗ               | 12 | Вольфганг Оверат      |     |     |
| ПЗ               | 4  | Франц Бекенбауер      |     |     |
| НП               | 17 | Ганнес Лер            |     |     |
| НП               | 9  | Уве Зеелер (к)        |     |     |
| НП               | 13 | Герд Мюллер           | 18' |     |
| НП               | 14 | Райнгард Лібуда       |     | 55' |
| Заміни:          |    |                       |     |     |
| ЗХ               | 5  | Віллі Шульц           |     | 46' |
| НП               | 20 | Юрген Грабовскі       |     | 55' |
| Головний тренер: |    |                       |     |     |
| Гельмут Шен      |    |                       |     |     |

|                  |    |               |     |     |
|                  |    |               |     |     |
| ВР               | 12 | Пітер Бонетті |     |     |
| ЗХ               | 2  | Кіт Ньютон    |     |     |
| ЗХ               | 5  | Браян Лебоун  |     |     |
| ЗХ               | 6  | Боббі Мур (к) |     |     |
| ЗХ               | 3  | Террі Купер   |     |     |
| ПЗ               | 4  | Алан Маллері  |     |     |
| ПЗ               | 8  | Алан Болл     |     |     |
| ПЗ               | 9  | Боббі Чарлтон |     | 70' |
| ПЗ               | 11 | Мартін Пітерс |     | 81' |
| НП               | 7  | Френсіс Лі    | 10' |     |
| НП               | 10 | Джефф Герст   |     |     |
| Заміни:          |    |               |     |     |
| ЗХ               | 18 | Норман Гантер |     | 81' |
| ПЗ               | 19 | Колін Белл    |     | 70' |
| Головний тренер: |    |               |     |     |
| Альф Ремзі       |    |               |     |     |

| Асистенти арбітра: Гільєрмо Веласкес (Колумбія) Хосе Марія Ортіс де Мендібіль (Іспанія) |

## Півфінали

### Уругвай — Бразилія
На 19-ій хвилині гри уругваєць Луїс Кубілья скористався помилкою захисника суперників Бріто і відкрив рахунок гри. Бразильці, що вважалися фаворитами протистояння кинулися відігруватися, однак успіху змогли добитися лише наприкінці першого тайму, коли Клодоалдо віддав м'яч на Тостао, відкрився під передачу у відповідь і пробив повз уругвайського голкіпера. На 76-ій хвилині Бразилія вийшла уперед завдяки  удару низом від Жаїрзіньйо, а на останніх хвилинах основного часу Пеле відкотив м'яч назад на Рівеліно, чий влучний постріл зняв питання щодо учасника фіналу від цієї пари і встановив остаточний рахунок гри.
| 17 червня 1970 16:00 |

| Бразилія                                  | 3–1      | Уругвай     |
| ----------------------------------------- | -------- | ----------- |
| Клодоалдо 44' Жаїрзіньйо 76' Рівеліно 89' | Протокол | Кубілья 19' |

| Халіско, Гвадалахара Глядачів: 51,261 Арбітр: Хосе Марія Ортіс де Мендібіль (Іспанія) |

| Бразилія | Уругвай |

|                  |    |                     |     |
|                  |    |                     |     |
| ВР               | 1  | Фелікс              |     |
| ЗХ               | 4  | Карлос Альберто (к) | 44' |
| ЗХ               | 3  | Піацца              |     |
| ЗХ               | 2  | Бріто               |     |
| ЗХ               | 16 | Евералдо            |     |
| ПЗ               | 5  | Клодоалдо           |     |
| ПЗ               | 8  | Жерсон              |     |
| НП               | 7  | Жаїрзіньйо          |     |
| НП               | 9  | Тостао              |     |
| НП               | 10 | Пеле                |     |
| НП               | 11 | Рівеліно            |     |
| Головний тренер: |    |                     |     |
| Маріо Загалло    |    |                     |     |

|                  |    |                         |     |     |
|                  |    |                         |     |     |
| ВР               | 1  | Ладислао Мазуркевич     |     |     |
| ЗХ               | 4  | Луїс Убінья (к)         |     |     |
| ЗХ               | 2  | Атіліо Анчета           |     |     |
| ЗХ               | 3  | Роберто Матосас         |     |     |
| ЗХ               | 6  | Хуан Мухіка             | 5'  |     |
| ПЗ               | 10 | Ільдо Манейро           | 37' | 73' |
| ПЗ               | 20 | Хуліо Сесар Кортес      |     |     |
| ПЗ               | 5  | Хуліо Монтеро Кастільйо |     |     |
| ПЗ               | 7  | Луїс Кубілья            |     |     |
| НП               | 15 | Дагоберто Фонтес        | 18' |     |
| НП               | 11 | Хуліо Моралес           |     |     |
| Заміни:          |    |                         |     |     |
| НП               | 9  | Віктор Еспарраго        |     | 73' |
| Головний тренер: |    |                         |     |     |
| Хуан Гогберг     |    |                         |     |     |

| Асистенти арбітра: Бахрамов Тофік Бахрам-огли (СРСР) Фердинанд Маршалл (Австрія) |

### Італія — ФРН
Півфінальна гра між двома європейськими командами не лише стала прикрасою турніру, але й вважається однією з найкращих в історії чемпіонатів світу, не стільки завдяки якості гри, скільки через драматичний перебіг матчу, в якому було забито сім м'ячів, з яких неймовірна кількість, п'ять, — у додатковий час. Вже на восьмій хвилині гри Роберто Бонінсенья вдало зіграв на підбиранні м'яча, вразивши ворота західних німців ударом з лінії карного майданчика. Отримавши перевагу в рахунку, команда Ферруччо Валькареджі вдалася до своєї улюбленої тактики гри від оборони, мінімізуючи можливості суперників відігратися. Попри це західнонімецька команда мала низку гарних шансів, потужний удар Вольфганга Оверата поцілив у поперечину, а італійський голкіпер Енріко Альбертозі здійснив декілька сейвів, у тому числі після ударів з дуже близької відстані. Перевести гру у додатковий час підопічним Гельмута Шена вдалося лише у додані до основного часу хвилини — Юрген Грабовскі продерся скрізь декілької італійських оборонців на лівому фланзі і навісив на Карла-Гайнца Шнеллінгера, що звільнився від опіки і нарешті вразив ворота Альбертозі.
Італійці не зуміли оговтатися від отриманого наприкінці основного часу удару і вже на четвертій хвилині додаткового часу пропустили удруге — після навісу з кутового біля їх воріт захисник Фабріціо Полетті, який щойно з'явився на полі, невдало обробив м'яч, зробивши декілька торкань у напрямку власних воріт, після чого м'яч закотився у ворота. Гол було записано на Герда Мюллера, що намагався нав'язати боротьбу захиснику і можливо встиг торкнутися м'яча в останній момент. Тепер вже італійці поступалися і почали тиснути на ворота суперників, чий захист також виявився далеко не ідеальним. Вже за чотири хвилини рахунок знову став рівним, коли після подачі зі штрафного від Джанні Рівери німець Зігфрід Гельд виграв позицію, проте просто скинув м'яч на Тарчізіо Бурньїча, якому залишалося розстріляти ворота з десяти метрів. Отримавши психологічну перевагу, ще до завершення першої половини овертайму італійці знову вийшли уперед зусиллями їх найкращого бомбардира Луїджі Ріви, який на ліній карного майданчика суперників обробив фланговий навіс, обіграв захисника і пробив під дальню стійку воріт.
У другій половині додаткового часу удруге за гру зрівняти рахунок вдалося західнонімецьким футболістам — на 110-ій хвилині гри після розіграшу кутового і скидки від партнера по команді ворота апеннінців ударом головою з меж воротарського вразив Герд Мюллер. Утім останнє слово у грі все ж було за італійцями, які вже наступної хвилини забили вирішальний гол, коли Бонінсенья пройшов у карному майданчику суперників майже до лінії воріт і відкотив м'яч у район одинадцятиметрової позначки, звідки не схибив Джанні Рівера.
| 17 червня 1970 16:00 |

| Італія                                          | 4–3      | ФРН                             |
| ----------------------------------------------- | -------- | ------------------------------- |
| Бонінсенья 8' Бурньїч 98' Ріва 104' Рівера 111' | Протокол | Шнеллінгер 90' Мюллер 94', 110' |

| Ацтека, Мехіко Глядачів: 102,444 Арбітр: Артуро Ямасакі (Мексика) |

| Італія | ФРН |

|                      |    |                       |      |     |
|                      |    |                       |      |     |
| ВР                   | 1  | Енріко Альбертозі     | 73'  |     |
| ЗХ                   | 2  | Тарчізіо Бурньїч      |      |     |
| ЗХ                   | 3  | Джачінто Факкетті (к) |      |     |
| ЗХ                   | 5  | П'єрлуїджі Чера       |      |     |
| ЗХ                   | 8  | Роберто Розато        | 38'  | 91' |
| ПЗ                   | 10 | Маріо Бертіні         |      |     |
| ПЗ                   | 15 | Сандро Маццола        |      | 46' |
| ПЗ                   | 16 | Джанкарло Де Сісті    | 103' |     |
| НП                   | 13 | Анджело Доменгіні     | 114' |     |
| НП                   | 20 | Роберто Бонінсенья    |      |     |
| НП                   | 11 | Луїджі Ріва           |      |     |
| Заміни:              |    |                       |      |     |
| ЗХ                   | 4  | Фабріціо Полетті      |      | 91' |
| ПЗ                   | 14 | Джанні Рівера         |      | 46' |
| Головний тренер:     |    |                       |      |     |
| Ферруччо Валькареджі |    |                       |      |     |

|                  |    |                       |     |     |
|                  |    |                       |     |     |
| ВР               | 1  | Зепп Маєр             |     |     |
| ЗХ               | 7  | Берті Фогтс           |     |     |
| ЗХ               | 15 | Карл-Гайнц Шнеллінгер |     |     |
| ЗХ               | 5  | Віллі Шульц           |     |     |
| ЗХ               | 3  | Бернд Патцке          |     | 66' |
| CM               | 4  | Франц Бекенбауер      |     |     |
| CM               | 12 | Вольфганг Оверат      | 53' |     |
| RW               | 20 | Юрген Грабовскі       |     |     |
| НП               | 9  | Уве Зеелер (к)        |     |     |
| НП               | 13 | Герд Мюллер           | 66' |     |
| LW               | 17 | Ганнес Лер            |     | 52' |
| Заміни:          |    |                       |     |     |
| ПЗ               | 10 | Зігфрід Гельд         |     | 66' |
| ПЗ               | 14 | Райнгард Лібуда       |     | 52' |
| Головний тренер: |    |                       |     |     |
| Гельмут Шен      |    |                       |     |     |

| Асистенти арбітра: Рафаель Ормасабаль Діас (Чилі) Гільєрмо Веласкес (Колумбія) |

## Матч за третє місце
У грі невдах півфінальної стадії чемпіонату над суперниками не тяжів результат, і вони спробували продемонструвати атакувальний футбол. Попри це глядачі стали свідками єдиного забитого гола, який приніс перемогу і «бронзу» першості європейській команді. Відзначився Вольфганг Оверат, реалізувавши пас під удар від Герда Мюллера, який не скористався цим матчем аби покращити власний бомбардирський здобуток. Попри це десяти голів, забитих німецьким нападником у попередніх п'яти іграх турніру, цілком вистачило для здобуття Золотого бутса найкращому бомбардиру чемпіонату світу. 
Західнонімецька команда мала гарну нагоду подвоїти перевагу, проте удар Уве Зеелера поцілив у поперечину. Численні нагоди уругвайців зрівняти рахунок та навіть вийти уперед також були змарновані. В останні хвилини гри відзначитися ударом головою Атіліо Анчеті завадив карколомний сейв від голкіпера збірної ФРН Горста Вольтера.
| 20 червня 1970 16:00 |

| ФРН        | 1–0      | Уругвай |
| ---------- | -------- | ------- |
| Оверат 26' | Протокол |         |

| Ацтека, Мехіко Глядачів: 104,403 Арбітр: Антоніо Сбарделла (Італія) |

| ФРН | Уругвай |

|                  |    |                       |     |     |
|                  |    |                       |     |     |
| ВР               | 22 | Горст Вольтер         |     |     |
| ЗХ               | 7  | Берті Фогтс           |     |     |
| ЗХ               | 6  | Вольфганг Вебер       |     |     |
| ЗХ               | 15 | Бернд Патцке          |     |     |
| ЗХ               | 3  | Карл-Гайнц Шнеллінгер |     | 46' |
| ПЗ               | 12 | Вольфганг Оверат      |     |     |
| ПЗ               | 11 | Клаус Фіхтель         |     |     |
| НП               | 10 | Зігфрід Гельд         |     |     |
| НП               | 13 | Герд Мюллер           |     |     |
| НП               | 9  | Уве Зеелер (к)        |     |     |
| НП               | 14 | Райнгард Лібуда       |     | 73' |
| Заміни:          |    |                       |     |     |
| ПЗ               | 16 | Макс Лоренц           | 64' | 46' |
| НП               | 17 | Ганнес Лер            | ЖК  | 73' |
| Головний тренер: |    |                       |     |     |
| Гельмут Шен      |    |                       |     |     |

|                  |    |                         |     |     |
|                  |    |                         |     |     |
| ВР               | 1  | Ладислао Мазуркевич     |     |     |
| ЗХ               | 4  | Луїс Убінья (к)         | 89' |     |
| ЗХ               | 2  | Атіліо Анчета           |     |     |
| ЗХ               | 3  | Роберто Матосас         |     |     |
| ЗХ               | 6  | Хуан Мухіка             |     |     |
| ПЗ               | 10 | Ільдо Манейро           |     | 67' |
| ПЗ               | 20 | Хуліо Сесар Кортес      |     |     |
| ПЗ               | 5  | Хуліо Монтеро Кастільйо | ЖК  |     |
| ПЗ               | 7  | Луїс Кубілья            |     |     |
| НП               | 15 | Дагоберто Фонтес        | ЖК  | 46' |
| НП               | 11 | Хуліо Моралес           |     |     |
| Заміни:          |    |                         |     |     |
| НП               | 9  | Віктор Еспарраго        |     | 46' |
| ПЗ               | 13 | Родольфо Сандоваль      |     | 67' |
| Головний тренер: |    |                         |     |     |
| Хуан Гогберг     |    |                         |     |     |

| Асистенти арбітра: Фердинанд Маршалл (Австрія) Абель Агілар Елісальде (Мексика) |

## Фінал
Перший реальний шанс відкрити рахунок у грі мали італійці, дальній удар нападника яких Луїджі Ріви бразильському голкіперу Феліксу, утім, удалося перевести над перекладиною на кутовий. А вже на 18-й хвилині перший гол гри забили бразильці — фланговий навіс у виконананні Роберто Рівеліно на дальній штанзі головою замкнув Пеле. Утім ще до перерви італійці скористалися помилкою захисту суперників і рахунок зрівняли — бразилець Клодоалдо помилився, віддаючи пас на власній половині поля, м'яч підхопив Роберто Бонінсенья, який обіграв двох захисників і воротаря Бразилії і вразив порожні ворота.
Утім подальший ход гри фактично не залишив італійцям, які намагалися побудувати гру від оборони, шансів на успіх. Бразильська команда, яку згодом багаторазово визнавалия найкращою за всю історію чемпіонатів світу, раз-по-раз гостро атакувала і в другому таймі гри відзначилася ще трьома голами. На 66-й хвилині гри перевагу бразильців відновив дальнім ударом Жерсон, а вже за п'ять хвилин свій сьомий гол на турнірі забив Жаїрзіньйо, скориставшись точною скидкою від Пеле у воротарський майданчик італійців.
Остаточний же рахунок гри, 4:1 на користь бразильців, на 86-й хвилині встановив Карлос Альберто, забивши гол, що не лише став прикрасою турніру, але й вважається одним із найкращих голів в історії чемпіонатів світу, зокрема отримавши 2006 року визнання ФІФА як найкрасивіший гол в історії світових футбольних першостей. Особливістю гола стала одночасна демонстрація технічності бразильських футболістів і злагодженої командної гри у їх виконанні. Гольову комбінацію розпочав нападник збірної Бразилії Тостао, що опинився на лівому фланзі свого захисту, а участь у ній взяли усі польові гравці команди за виключенням двох, Евералдо та Вілсона Піацци. При цьому півзахисник Клодоалдо, чий технічний брак призвів до єдиного гола італійців у грі, реабілітувався, обігравши відразу чотирьох суперників на власній половині поля перед тим як віддати пас на Рівеліно. А в завершальній фазі атаки черговою результативною передачею відзначився Пеле, який, отримавши м'яч біля карного майданчика суперників, витримав декількасекундну паузу, після чого викатив його у вільну зону праворуч під удар набігаючому правому захисникові, який і вразив ворота, поціливши під дальню штангу воріт італійців.
| 21 червня 1970 12:00 |

| Бразилія                                               | 4–1      | Італія         |
| ------------------------------------------------------ | -------- | -------------- |
| Пеле 18' Жерсон 66' Жаїрзіньйо 71' Карлос Альберто 86' | Протокол | Бонінсенья 37' |

| Ацтека, Мехіко Глядачів: 107,412 Арбітр: Руді Глекнер (ФРН) |

| Бразилія | Італія |

|                  |    |                     |     |
|                  |    |                     |     |
| ВР               | 1  | Фелікс              |     |
| ЗХ               | 4  | Карлос Альберто (к) |     |
| ЗХ               | 2  | Бріто               |     |
| ЗХ               | 3  | Піацца              |     |
| ЗХ               | 16 | Евералдо            |     |
| ПЗ               | 5  | Клодоалдо           |     |
| ПЗ               | 8  | Жерсон              |     |
| НП               | 7  | Жаїрзіньйо          |     |
| НП               | 9  | Тостао              |     |
| НП               | 10 | Пеле                |     |
| НП               | 11 | Рівеліно            | 33' |
| Головний тренер: |    |                     |     |
| Маріо Загалло    |    |                     |     |

|                      |    |                       |     |     |
|                      |    |                       |     |     |
| ВР                   | 1  | Енріко Альбертозі     |     |     |
| ЗХ                   | 2  | Тарчізіо Бурньїч      | 27' |     |
| ЗХ                   | 3  | Джачінто Факкетті (к) |     |     |
| ЗХ                   | 5  | П'єрлуїджі Чера       |     |     |
| ЗХ                   | 8  | Роберто Розато        |     |     |
| ПЗ                   | 10 | Маріо Бертіні         |     | 75' |
| ПЗ                   | 13 | Анджело Доменгіні     |     |     |
| ПЗ                   | 15 | Сандро Маццола        |     |     |
| ПЗ                   | 16 | Джанкарло Де Сісті    |     |     |
| НП                   | 11 | Луїджі Ріва           |     |     |
| НП                   | 20 | Роберто Бонінсенья    |     | 84' |
| Заміни:              |    |                       |     |     |
| ПЗ                   | 18 | Антоніо Юліано        |     | 75' |
| ПЗ                   | 14 | Джанні Рівера         |     | 84' |
| Головний тренер:     |    |                       |     |     |
| Ферруччо Валькареджі |    |                       |     |     |

| Асистенти арбітра: Рудольф Шойрер (Швейцарія) Анхель Норберто Коересса (Аргентина) |